# 時下哲學
《時下哲學》（英語：Philosophy Now) 是一本英文雙月刊雜誌，於1991年發行創刊號。此雜誌在世界各地的書店與報刊經銷處銷售。雜誌鎖定的閱讀對象為一般社會大眾，學生們和哲學教師們。雜誌內容涵蓋絕大多數哲學範圍所需的知識層面，並且其內所出版的文章時常由知名的思想家和哲學家所發表而成。

## 外部連結
- 時下哲學 （页面存档备份，存于）
- 《時下哲學》apple iTune App Store （页面存档备份，存于）